# Matteo Rizzo
Matteo Rizzo (Rome, 5 september 1998) is een Italiaans kunstschaatser. Rizzo werd in 2018 Italiaans kampioen en werd zodoende afgevaardigd naar de Olympische Winterspelen in Pyeongchang. Individueel werd hij 21e en met het Italiaanse team 4e. Hij is drievoudig Europees medaillewinnaar.

## Biografie
Zowel Rizzo's ouders, Brunilde Bianchi en Valter Rizzo, als zijn oudere zus Francesca waren als ijsdanser actief. Zelf begon hij in 2006 met kunstschaatsen, zijn vader werd één van zijn coaches. Hij deed vijf keer mee aan de WK voor junioren en won in 2018 de bronzen medaille; hij was hiermee de eerste Italiaanse jongen die in de prijzen viel op het junioren-WK.
Hij heeft zevenmaal meegedaan aan de Europese kampioenschappen en zesmaal aan de Wereldkampioenschappen. Hierbij won hij op de EK in 2023 zilver en in 2019 en 2024 brons. Op de WK in 2017 werd hij zevende, zijn beste resultaat. Rizzo heeft dankzij de nationale titel in 2018 kunnen deelnemen aan de Olympische Winterspelen in Pyeongchang. Hier werd hij individueel 21e, met het team behaalde hij de 4e plek. Hij bemachtigde in 2019 de titel op de Winteruniversiade.

## Persoonlijke records
Behaald tijdens ISU wedstrijden. 
|                     | punten | datum      | toernooi               |
| ------------------- | ------ | ---------- | ---------------------- |
| Hoogste totaalscore | 275.36 | 15.04.2023 | World Team Trophy      |
| Hoogste korte kür   | 093.37 | 21-03-2019 | Wereldkampioenschappen |
| Hoogste lange kür   | 187.35 | 15.04.2023 | World Team Trophy      |

## Belangrijke resultaten
| Kampioenschap                                     | 11/12 | 12/13 | 13/14 | 14/15  | 15/16  | 16/17  | 17/18         | 18/19         | 19/20         | 20/21         | 21/22         | 22/23         | 23/24         | 24/25         |
| ------------------------------------------------- | ----- | ----- | ----- | ------ | ------ | ------ | ------------- | ------------- | ------------- | ------------- | ------------- | ------------- | ------------- | ------------- |
| Olympische Spelen                                 |       |       |       |        |        |        | 21e 4e (team) |               |               |               | 16e           |               |               |               |
| Wereldkampioenschap                               |       |       |       |        |        | 30e    | 17e           | 7e            | *             | 11e           | 10e           | 9e            |               |               |
| Europees kampioenschap                            |       |       |       |        | 13e    |        | 9e            | Brons         | 5e            | *             |               | Zilver        | Brons         | 5e            |
| Nationaal kampioenschap                           |       |       |       | Zilver | Zilver | Zilver | Goud          | Zilver        | Zilver        | Zilver        | Zilver        | Goud          |               | 4e            |
| WK junioren                                       |       |       | 30e   | 22e    | 13e    | 11e    | Brons         | geen deelname | geen deelname | geen deelname | geen deelname | geen deelname | geen deelname | geen deelname |
| NK junioren                                       | 4e    | 5e    | Goud  |        |        |        |               | geen deelname | geen deelname | geen deelname | geen deelname | geen deelname | geen deelname | geen deelname |
| * Afgelast naar aanleiding van de coronapandemie. |       |       |       |        |        |        |               |               |               |               |               |               |               |               |